# Ophrys bombyliflora
Ophrys bombyliflora is een Europese orchidee.
Het is een soort met kleine, donkere bloemen met een opvallend rood gynostemium, die zich voornamelijk vegetatief voortplant.
De soort komt voor in het Middellandse Zeegebied.

## Naamgeving enetymologie
De botanische naam Ophrys stamt uit het Oudgrieks en betekent ‘wenkbrauw’, wat zou moeten slaan op de behaarde lip. De naam wordt reeds gebruikt door Plinius de oudere (23-79 v.Chr.) in zijn Naturalis Historia, alhoewel hij er waarschijnlijk een andere plant mee aanduidde.
De soortaanduiding bombyliflora is afkomstig van het Latijnse 'bombyli' (naar Bombyx, een geslacht van vlinders met een breed achterlijf waartoe ook de zijdevlinder behoort), wat refereert aan de vorm van de bloemlip, en 'flos' (bloem).

### Synoniemen
- Arachnites bombyliflora (Link) Tod. (1842)
- Ophrys insectifera var. biflora Desf. (1799)
- Ophrys tabanifera Willd. (1805)
- Ophrys bombylifera Willd. (1805)
- Ophrys distoma Biv. (1806)
- Ophrys pulla Ten. (1811)
- Ophrys hiulca Sebast. & Mauri (1820)
- Ophrys canaliculata Viv. (1825)
- Ophrys labrofossa Brot. (1827)
- Ophrys bombyliflora f. buccheriana De Langhe & D'hose (1985)

## Kenmerken

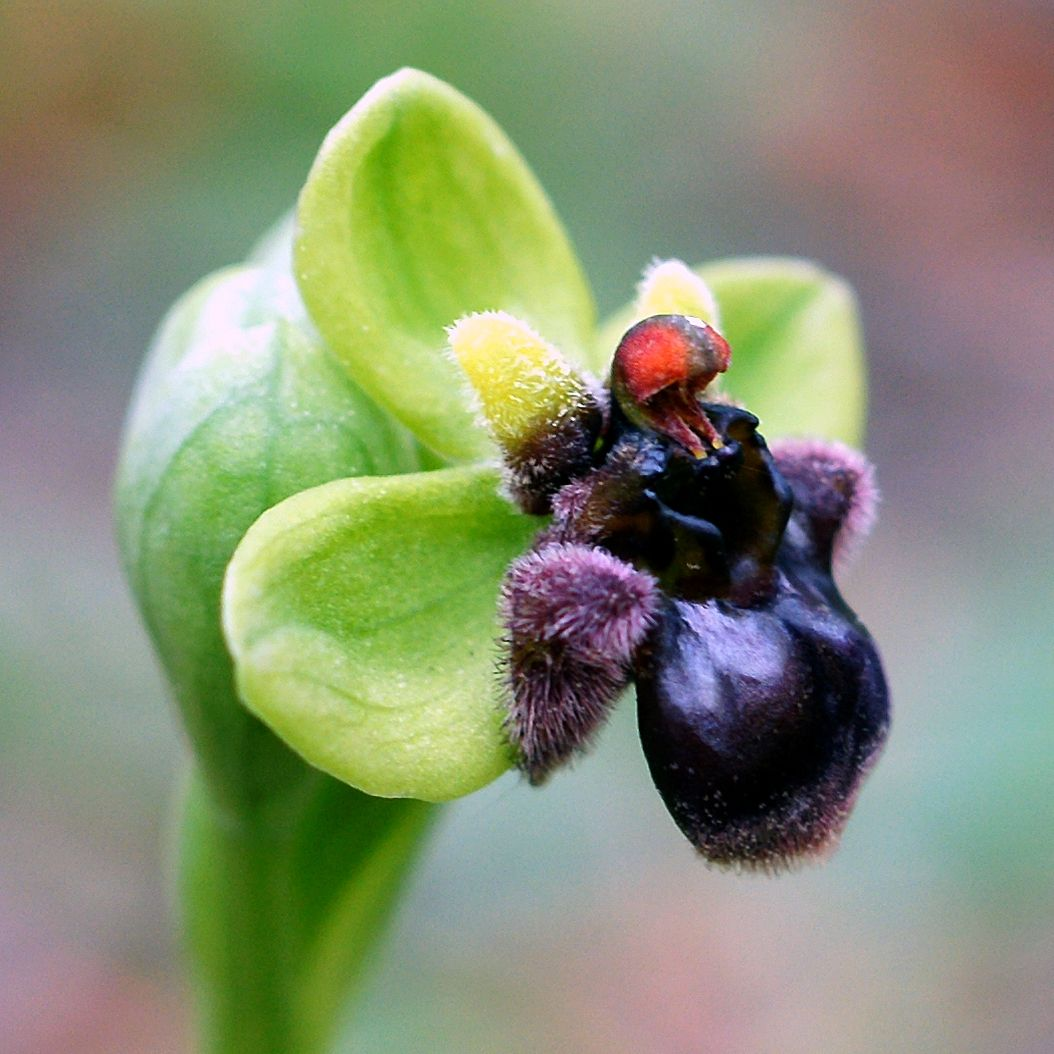
Detail bloem

### Habitus
Ophrys bombyliflora is een overblijvende, niet-winterharde geofyt die overwintert met kleine, ronde wortelknollen. Het is een kleine maar forse plant met een tot 30 cm lange stengel en twee tot vier kleine, sombere bloemen in een korte, ijlbloemige aar.

### Bloemen
De bloemen zijn tot 1,5 cm groot, breder dan lang. De kelkbladen zijn in verhouding groot en helder groen. De bovenste kroonbladen zijn veel kleiner, gewimperd, bovenaan groen, naar de basis overgaande in bruin.
De lip is klein, breder dan lang, tot 1,2 cm breed, bolrond, drielobbig, bruin tot purperachtig, met een centraal, iets lichter tot helblauw speculum. De kleine zijlobben zijn dicht behaard, met opvallende uitstulpingen en naar achter gerichte punten. Het gynostemium heeft een korte, afgeronde top, aan de onderzijde rood gekleurd. Het aanhangsel is naar achter teruggebogen.
De bloeitijd is van maart tot mei.

## Voortplanting
De bestuiving gebeurt waarschijnlijk door wespen van het geslacht Eucera.
De soort plant zich gemakkelijk vegetatief voort door middel van wortelknollen.
Voor details van de voortplanting, zie spiegelorchis.

## Habitat
Ophrys bombyliflora geeft de voorkeur aan kalkrijke, droge tot zeer vochtige bodems op zonnige of halfbeschaduwde plaatsen, zoals kalkgraslanden, garrigues, vochtige weilanden, ruigtes en lichte bossen. De soort is vooral te vinden in laaglanden tot op 900 m.

## Voorkomen
Ophrys bombyliflora komt voor in het gehele Middellands Zeegebied, van de Canarische Eilanden in het westen tot Rhodos en westelijk Anatolië in het oosten. Ze is plaatselijk voorkomend en kan door vegetatieve vermenigvuldiging grote kolonies vormen.
In Frankrijk is de soort zeer zeldzaam in de departementen Aude, Hérault, Var en Alpes-Maritimes. Algemener op Corsica.

## Verwantschap en gelijkende soorten
Ophrys bombyliflora wordt als enige soort in de sectie Bombyliflorae geplaatst.
Door de kleine, donkere bloemen met de brede, bolronde lip en het gynostemium met de gedeeltelijk rode top is er nauwelijks verwarring met andere orchideeën mogelijk.

## Bedreiging en bescherming
Ophrys bombyliflora is in Frankrijk op nationaal niveau beschermd.